# Kinga (Vorname)
Kinga ist ein überwiegend in Polen und Ungarn gebräuchlicher weiblicher Vorname. Die deutsche  Entsprechung ist Kunigunde.

## Bekannte Namensträgerinnen
- Kinga von Polen (1224–1292), polnische Herzogin von Kleinpolen, römisch-katholische Heilige

- Kinga Achruk (* 1989), polnische Handballspielerin
- Kinga Baranowska (* 1975), polnische Extrembergsteigerin
- Kinga Czigány (* 1972), ungarische Kanutin
- Kinga Dobay (* 1975), deutsch-ungarische Opernsängerin
- Kinga Dunin (* 1954), polnische Literaturkritikerin
- Kinga Gál (* 1970), ungarische Politikerin
- Kinga Gawlas (* 1989), polnische Naturbahnrodlerin
- Kinga Głyk (* 1997), polnische Bassgitarristin
- Kinga Göncz (* 1947), ungarische Politikerin
- Kinga Grzyb (* 1982), polnische Handballspielerin
- Kinga von Gyökössy-Rudersdorf (* 1942), langjährig engagiert für die Rechte von Frauen
- Kinga Jakubowska (* 1999), polnische Handballspielerin
- Kinga Karácsony (* 1969), ungarische Badmintonspielerin
- Kinga Kołosińska (* 1990), polnische Beachvolleyballspielerin
- Kinga Lohr (* 1969), rumänisch-deutsche Tischtennisspielerin
- Kinga Preis (* 1971), polnische Schauspielerin
- Kinga Rudolf (* 1979), polnische Badmintonspielerin
- Kinga Stefańska (* 1980), polnische Tischtennisspielerin
- Kinga Tóth (* 1983), ungarische Lyrikerin und Performancekünstlerin
- Kinga Zbylut (geborene Mitoraj, * 1995), polnische Biathletin